# Гришин, Алексей Никонович
Алексей Никонович Гришин (1918—1974) — лётчик-ас, подполковник Советской Армии, участник Великой Отечественной войны, Герой Советского Союза (1945).

## Биография

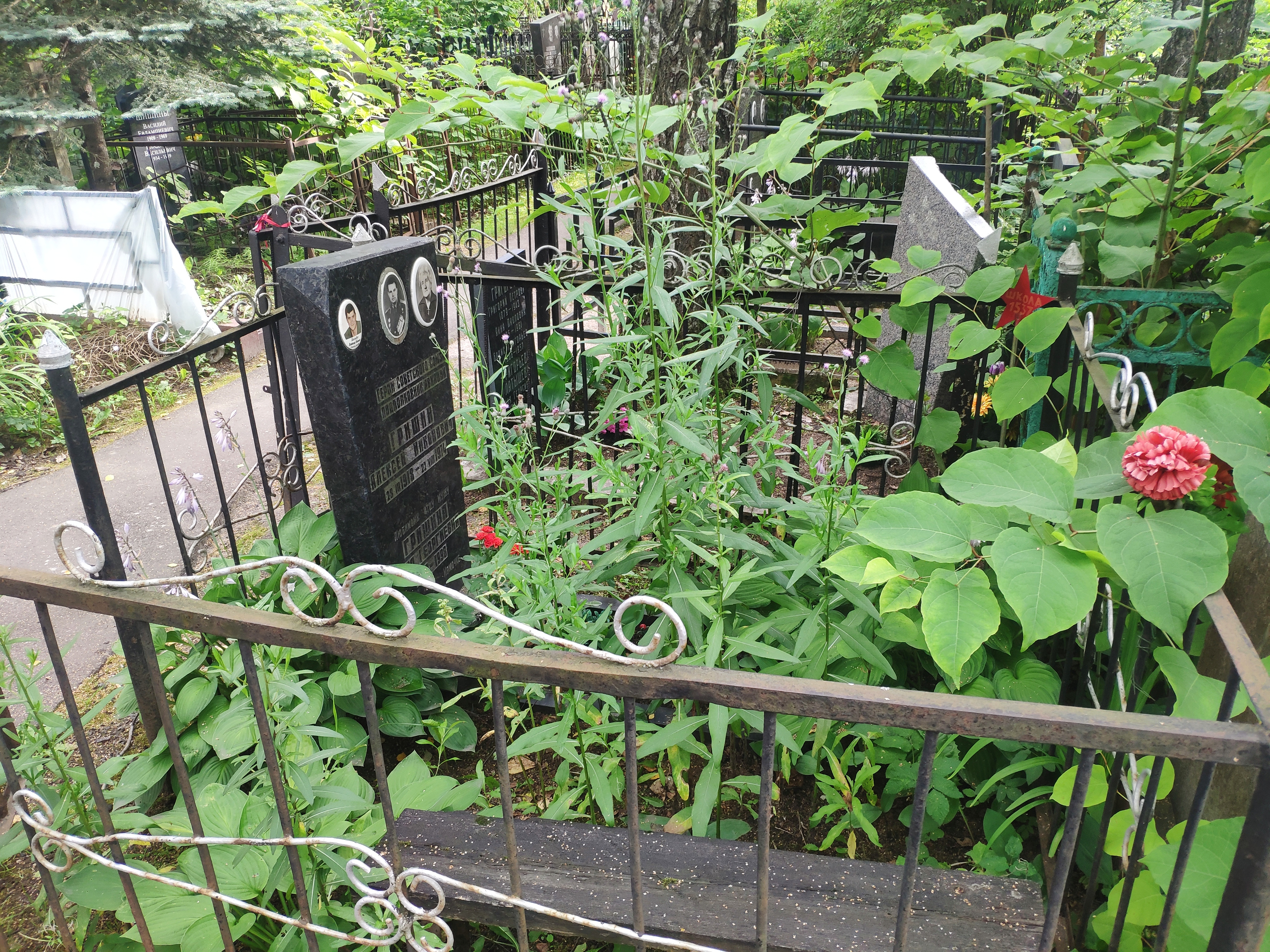
Могила на Бабушкинском кладбище в Москве

Алексей Гришин родился 28 марта 1918 года в деревне Савкино (ныне — Ясногорский район Тульской области) в крестьянской семье. Его отец погиб на фронтах Гражданской войны. Вместе с семьёй Гришин переехал в Москву, где окончил семь классов школы, а затем пошёл работать слесарем в железнодорожные мастерские, одновременно учился в аэроклубе. В январе 1939 года Гришин был призван на службу в Рабоче-крестьянскую Красную Армию. В 1941 году он окончил Борисоглебскую военно-авиационную школу лётчиков. Служил в Одесском военном округе. С начала Великой Отечественной войны — на её фронтах. В первых же боях сбил два немецких самолёта, но и сам был сбит. После лечения в госпитале вернулся в строй. Участвовал в битве за Москву. В дальнейшем принимал участие в боях на Степном, 2-м и 1-м Украинском фронтах. Конец войны встретил в Чехословакии.
К концу войны гвардии капитан Алексей Гришин командовал эскадрильей 153-го гвардейского истребительного авиаполка 12-й гвардейской истребительной авиадивизии 1-го гвардейского штурмового авиакорпуса 2-й воздушной армии 1-го Украинского фронта. За время своего участия в боевых действиях он совершил 378 боевых вылетов, принял участие в 49 воздушных боях, в которых сбил 13 вражеских самолётов и 2 в группе.
Указом Президиума Верховного Совета СССР от 27 июня 1945 года за «образцовое выполнение боевых заданий командования на фронте борьбы с немецкими захватчиками и проявленные при этом мужество и героизм» гвардии капитан Алексей Гришин был удостоен высокого звания Героя Советского Союза с вручением ордена Ленина и медали «Золотая Звезда» за номером 4822.
После окончания войны Гришин продолжил службу в Советской Армии. В 1948 году он окончил Высшие офицерские лётно-тактические курсы. В 1964 году в звании подполковника он был уволен в запас. Проживал в Москве, умер 22 августа 1974 года, похоронен на Бабушкинском кладбище (участок 6), могила признана памятником истории регионального значения.
Был также награждён тремя орденами Красного Знамени, орденами Александра Невского, Отечественной войны 1-й степени, Красной Звезды, а также рядом медалей.